# 錯體鈔票
錯體鈔票（英文：Error note），或稱為錯體紙幣、變體鈔票，泛指紙幣在印製過程中的不同錯誤所引致的情況，錯體紙幣通常都會在出廠前檢查到而被抽起，但亦有一些會不慎流出市面。

## 常見的錯體鈔票
- 兩個（或以上）的編號不一致[2]
- 邊緣未能完全切割
- 邊緣切割移位
- 顏色漏印／多印／移位
- 遺漏簽名

## 收藏價值
流出市面的錯體鈔票極為罕見，因此收藏價值和鈔票的價值非常高。但也有人会将原本正常的钞票变造为假“错体钞票”，借此骗取钱财；这种行为属于变造货币，可能触犯当地法律。